# Abby Johnson
Abby Johnson (Estados Unidos, 10 de julio de 1980) es una activista antiaborto estadounidense que trabajó anteriormente en Planned Parenthood como directora de una clínica de dicha organización, pero dimitió en octubre de 2009. Afirma que renunció después de ver un aborto en una ecografía. La veracidad de su relato, los detalles y motivaciones de su conversión han sido cuestionados por periodistas de investigación, ya que los registros médicos contradicen algunas de sus afirmaciones.
En 2019 se estrenó la película Unplanned, basada en sus memorias del mismo título.

## Biografía

### Primeros años
Johnson creció en Rockdale, Texas, y se graduó de Rockdale High School . Obtuvo su Bachillerato en Ciencias en psicología de la Universidad Texas A&M y una Maestría en Artes en asesoramiento de la Universidad Estatal Sam Houston.

### Trabajo en Planned Parenthood
Aunque se crio en una familia conservadora opuesta al aborto, Johnson comenzó a ofrecerse como voluntaria para Planned Parenthood después de ver su stand en una feria de voluntarios en su universidad.
Ella dice que no había oído hablar del grupo antes y que no sabía que realizaban abortos, y Planned Parenthood le dijo que querían reducir la cantidad de abortos.
Johnson se ofreció como voluntaria en 2001 y progresó al cargo de director de servicios comunitarios. Identificándose como "extremadamente pro-elección", [cita requerida]trabajó en la clínica Planned Parenthood en Bryan, Texas, durante ocho años, acompañando a las mujeres a la clínica desde sus automóviles y finalmente trabajando como directora de la clínica.
Johnson se encontró regularmente con activistas de la Coalición para la Vida (ahora conocida como 40 Días por la Vida), un grupo local contra el aborto que se manifestó en la cerca de la clínica y describió el acoso extenso del personal de la clínica por parte de activistas contra el aborto. Al describir las amenazas de muerte contra ella y su familia, declaró: "Es muy aterrador, este grupo de personas que afirman ser estos pacíficos guerreros de oración, o como se llamen a sí mismos, es algo irónico que algunos de ellos envíen amenazas de muerte".
La clínica Planned Parenthood nombró a Johnson empleado del año en 2008.

### Renuncia a Planned Parenthood
Johnson dice que, en septiembre de 2009, la llamaron para ayudarla en un aborto guiado por ultrasonido a las trece semanas de gestación. Ella dijo que estaba desconcertada al ver cuán similar se veía la imagen de ultrasonido a la de su propia hija. Johnson, quien anteriormente creía que los fetos no podían sentir nada mientras eran abortados, dice que vio al feto retorcerse y retorcerse para evitar el tubo de vacío utilizado para el aborto.
Johnson continuó trabajando en la clínica durante nueve días más, pero pronto se reunió con Shawn Carney, líder del grupo local antiabortista Coalition for Life, con quien conocía bien después de sus años de activismo contra Planned Parenthood. Ella le dijo que ya no podía seguir ayudando a las mujeres a abortar. Ella renunció el 6 de octubre de 2009.
Johnson dijo después de su renuncia que sus jefes la habían presionado para aumentar las ganancias al realizar más y más abortos en la clínica. Johnson reconoció que no podía presentar ninguna orden por escrito para probar sus acusaciones, y un artículo en Salon.com cuestionó las declaraciones de Johnson sobre incentivos financieros para abortos.
La descripción de Johnson de su conversión ha sido cuestionada. Planned Parenthood declaró que sus registros no muestran ningún aborto guiado por ultrasonido realizado en la fecha en que Johnson dice que presenció el procedimiento, y el médico que realizó abortos en la clínica Bryan declaró que nunca se le había pedido a Johnson que ayudara en un aborto. Aunque Johnson dijo que el aborto fue de un feto de 13 semanas, los registros de la clínica Bryan muestran que no se realizaron dichos abortos en la fecha en cuestión. En respuesta, Johnson declaró que los datos que Planned Parenthood dio a los medios no eran los formularios oficiales de "Informe de aborto inducido" enviados al Departamento de Salud de Texas, y que incluso esos formularios oficiales no documentan el uso de una guía de ultrasonido. Ella atribuye la falta de registros para un aborto fetal de 13 semanas a los malos registros de Planned Parenthood y la posible manipulación de los registros, y señala que la organización no ha intentado directamente refutar que el evento ocurrió, incluso cuando la demandaron en la corte.
Según una petición judicial presentada por Planned Parenthood, Johnson recibió un "plan de mejora del rendimiento" cuatro días antes de su renuncia. La petición dice que después de esto se la vio "retirando artículos" de la clínica y copiando "archivos confidenciales" y le había dado el currículum, la dirección y el número de teléfono de un proveedor de abortos a Coalition for Life. Planned Parenthood recibió una orden de restricción temporal contra Johnson y Coalition for Life después de la renuncia de Johnson. La orden fue levantada por un tribunal una semana después. Johnson misma dice que el "plan de mejora del rendimiento" se debió a su renuencia a aumentar la cantidad de abortos realizados en sus instalaciones. Johnson también niega las acusaciones de que ella eliminó, copió o distribuyó información confidencial y dijo en su libro que su abogado las refutó en el momento en que se levantó la orden de restricción temporal.

### Activismo provida

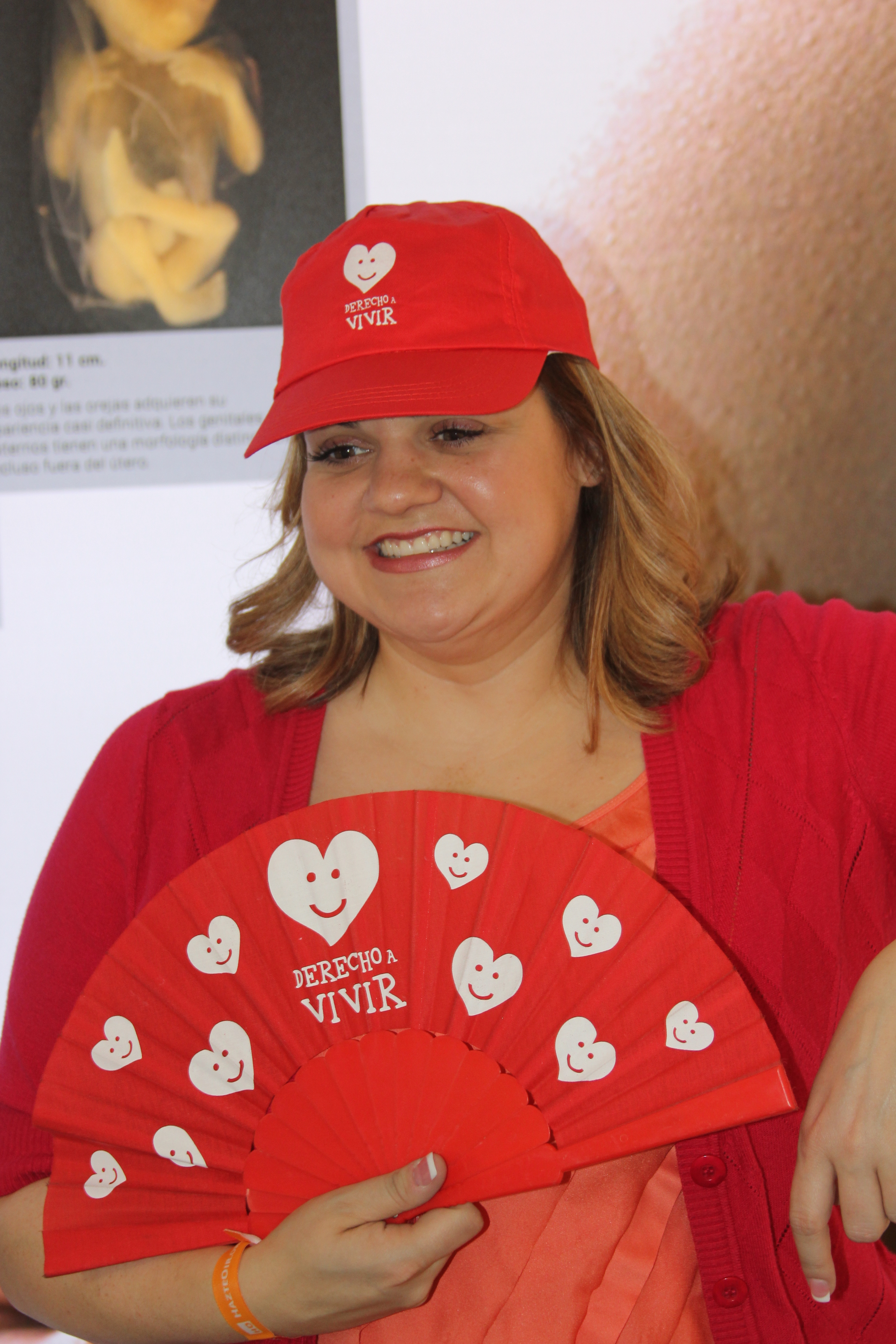
Abby Johnson Comida con políticos y visita a Expovida el 12 de mayo de 2015

Poco después de su renuncia, Johnson comenzó a trabajar como voluntaria en la Coalición por la Vida, que rezaba regularmente fuera de su antigua clínica.
Desde entonces, Johnson adoptó una ética de vida consistente, oponiéndose no solo al aborto, en todos los casos, sino también a la pena de muerte y la eutanasia. Ella afirma la planificación familiar natural sobre el uso de cualquier forma de anticonceptivo artificial.
Johnson dirige un ministerio provida, llamado en inglés And Then There Were None (ATTWN). La organización busca ayudar a los trabajadores de clínicas de abortos a abandonar la industria. ATTWN fue fundada en 2012. Johnson también ofrece retiros para trabajadores que abandonaron la industria del aborto y necesitan apoyo espiritual y emocional. 
Johnson asistió a la Marcha de Mujeres en Washington D. C. el 21 de enero de 2017.Ha afirmado haber estado presente entre los insurrectos en el Capitolio de Estados Unidos el 6 de enero de 2021.

## Política
En el período previo al discurso de Johnson en la Convención Nacional Republicana de 2020, la atención de los medios de comunicación se centró en algunas de sus otras opiniones políticas.

### Voto en el hogar
En Twitter, Johnson abogó por cambiar el sistema electoral para dar a cada hogar un único voto. En respuesta a una pregunta sobre posibles desacuerdos entre marido y mujer, escribió que "en un hogar piadoso, el marido tendría la última palabra".

### Perfil racial
En agosto de 2020, Johnson declaró en un vídeo de YouTube, ahora eliminado, que la policía sería "inteligente" si hiciera un perfil racial de su hijo mestizo y "tendría más cuidado con mi hijo moreno que con mi hijo blanco." Johnson también ha dicho: "Estadísticamente, miro a nuestra población carcelaria, y veo que hay un número desproporcionadamente alto de varones afroamericanos en nuestra población carcelaria por delitos, particularmente por delitos violentos. Así que estadísticamente, cuando un agente de policía ve a un hombre moreno como mi (hijo) Jude caminando por la calle -en contraposición a mis niños blancos nerds, mis hombres blancos nerds caminando por la calle- debido a las estadísticas que conoce en su cabeza, que estos agentes de policía conocen en su cabeza, van a saber que estadísticamente mi hijo moreno tiene más probabilidades de cometer un delito violento que mis hijos blancos". Estos comentarios suscitaron polémica.

### COVID-19
Johnson es una voz destacada en el movimiento antivacunación, que afirma que en la investigación de las vacunas COVID-19 participaron tejidos fetales abortados y que el proceso de aprobación de la Administración de Alimentos y Medicamentos se precipitó de forma insegura. Se niega a recibir la vacuna COVID-19 e insta a otros a hacer lo mismo.

## Vida personal
Johnson reveló en enero de 2011 que ella misma tuvo dos abortos antes del nacimiento de su hija. Ella vive en Texas con su esposo Doug y siete hijos.
Johnson fue criada como bautista del sur, pero dejó la iglesia porque se oponía a su trabajo en Planned Parenthood. Ella y su esposo Doug, quien fue criado luterano, dejaron de asistir a la iglesia por completo durante dos años antes de unirse a la Iglesia episcopal, que tiene una de las posturas más liberales sobre el aborto de cualquier denominación protestante. Después de hacer pública su conversión a la posición provida, Johnson dijo que no se sentía bienvenida en esta iglesia bautista Ella y su esposo se convirtieron al catolicismo en 2012.
Johnson es autora de un libro. Inesperado, publicado en enero de 2011, donde detalla lo que fue su trabajo en Planned Parenthood y su conversión a la oposición al aborto; el libro es la base de una película que se estrenó en marzo de 2019.

## Libros
- Sin planificar, Editorial Palabra (2011), traducción de Unplanned (inglés). Más allá de las polémicas sobre detalles laborales entre Abby Johnson y Planned Parenthood, el libro y la película posterior explican de primera mano las ideas, sentimientos y tácticas de los colectivos "Pro vida" y "Pro choice". Por ese motivo, el testimonio de Abby Johnson ha tenido repercusión. El libro ha sido traducido también al alemán (Lebenslinie[27]), francés (Unplanned: Ce qu'elle a vu a tout changé[28]), italiano (Scartati[29]) y polaco (Nieplanowane[30]).